# Gyrophaena poweri
Gyrophaena poweri är en skalbaggsart som beskrevs av George Robert Crotch 1866. Gyrophaena poweri ingår i släktet Gyrophaena, och familjen kortvingar. Arten är reproducerande i Sverige.